# Steve Nash
Steve Nash (Johannesburg, 7 februari 1974) is een Canadese voormalige basketbalspeler. Nash is een point-guard en meet 1,91 m voor 81 kg. In 2005 en 2006 werd hij tot Most Valuable Player verkozen van de NBA, waardoor hij tot een van de beste spelers ter wereld werd geacht. Nash stond als speler bekend om de vele assists die hij uitdeelde en om zijn snelheid. Ook stond hij bekend om zijn efficiënte driepunters en vrije worpen.

## Biografie
Steve Nash werd geboren in Johannesburg, maar omwille van de apartheid die het land in haar greep hield verhuisde hij met zijn familie naar Canada. In eerste instantie was hij vooral geïnteresseerd in voetbal en ijshockey. Pas op zijn 13e begon hij met basketballen. Gedurende zijn highschool-periode combineerde hij basketbal met voetbal en rugby. Het was pas op de universiteit van Santa Clara dat hij zich volledig zou toewijden aan het basketbal. Na allerhande records te hebben gebroken besloot Nash om zich op te geven voor de draft van 1996.

## NBA

#### Phoenix Suns
Nash werd ondanks het feit dat hij nog relatief onbekend was als 15e gekozen door de Phoenix Suns. Daar speelde hij als doublure voor sterspeler Jason Kidd. In 1998 werd Nash geruild naar de Dallas Mavericks.

#### Dallas Mavericks
In zijn eerste seizoen wist hij al meteen een basisplaats te veroveren in het team van toenmalig coach Don Nelson. Samen met de Duitser Dirk Nowitzki en Michael Finley kon Nash na enkele moeilijke jaren zijn ploeg terug uit het slop halen. In de seizoenen 2000-2001 en 2001-2002 haalden de Mavericks telkens de playoffs, maar werden eveneens telkens in de tweede ronde uitgeschakeld. Intussen was Nash al geselecteerd voor het NBA All-Star Game. In het seizoen 2002-2003 kwam hij aan 17,7 punten en 7,7 assists per wedstrijd waarmee hij de Mavericks in de Western Conference-finale bracht. Daar moesten ze het afleggen tegen de latere kampioenen, de San Antonio Spurs.

#### Terugkeer naar Phoenix

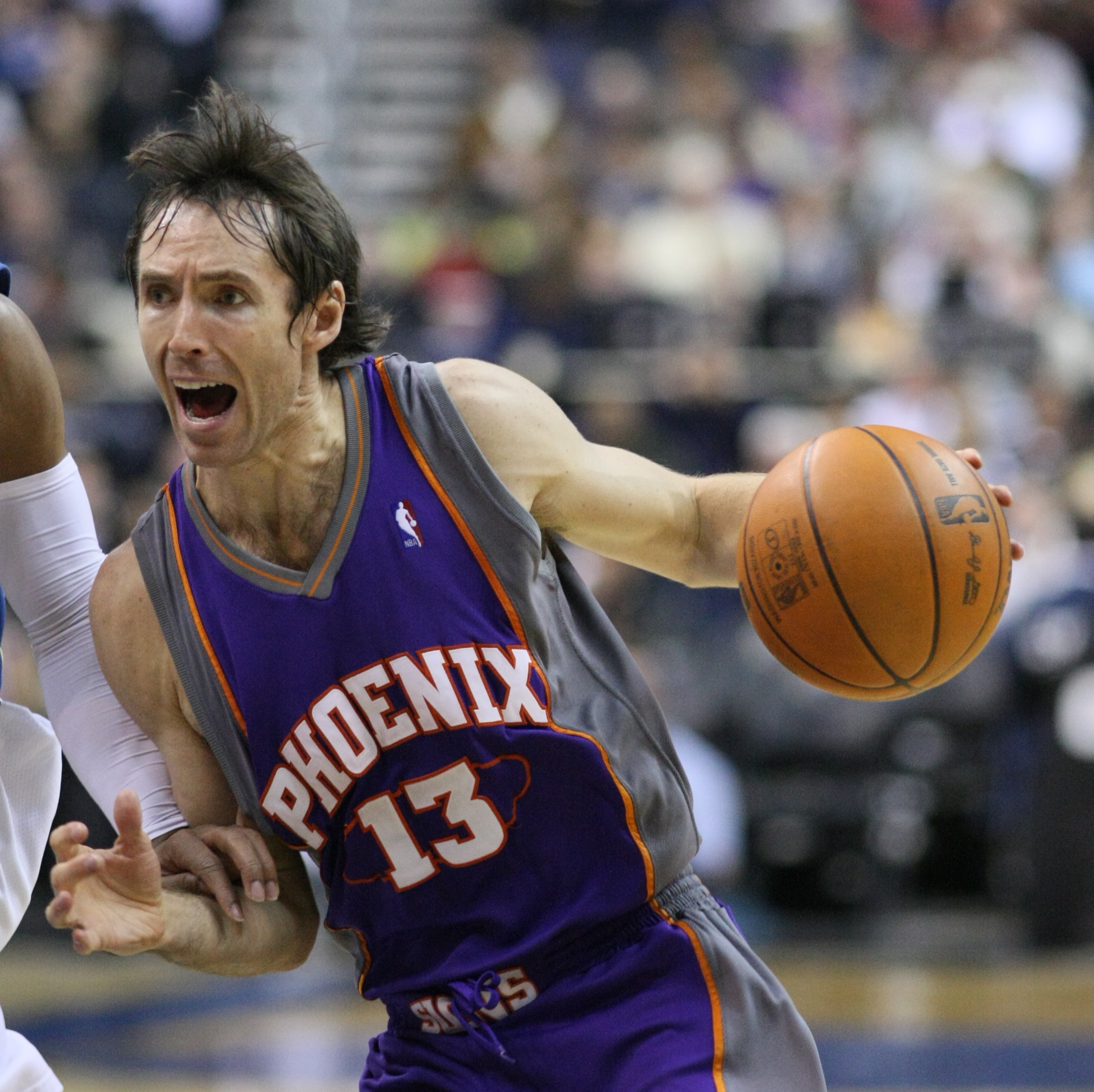
Steve Nash in 2009

Na het daaropvolgende seizoen liep zijn contract af en kon hij opnieuw aan de bak bij de Suns, waar intussen toptalenten als Shawn Marion en Amar'e Stoudemire waren neergestreken. Tijdens zijn tweede passage nestelde Nash zich definitief tussen de topspelers van de NBA. In het reguliere seizoen 2004-2005 deelde hij gemiddeld 11,5 assists uit en leidde zijn ploeg naar de Conference-finale. Ondanks een gemiddelde van 23,2 punten en 10,6 assists stuitte hij daar opnieuw op de San Antonio Spurs. Toch wist hij als beloning voor zijn seizoen de MVP-trofee te behalen.
In het seizoen 2005-2006 kon Nash zijn prestaties doorzetten. Opnieuw wist hij gemiddeld meer dan 10 assists te geven in het reguliere seizoen en behaalde hij een schietpercentage van meer dan 50%. Deze cijfers zorgden ervoor dat hij ook in 2006 tot MVP werd uitgeroepen. In het seizoen 2006-2007 wist hij opnieuw soortgelijke statistieken neer te leggen. Nash werd samen met ploegmaat geselecteerd voor het All-Star Game in Las Vegas, maar moest ditmaal de MVP-trofee laten aan ex-ploegmaat en vriend Dirk Nowitzki.

#### Los Angeles Lakers
Vanaf het seizoen 2012/2013 speelde Steve Nash voor de Los Angeles Lakers, waar hij in een team terechtkwam met o.a. Kobe Bryant, Dwight Howard en Pau Gasol.
Op 22 maart 2015 kondigde hij, na een seizoen waarin hij lang met blessures kampte, aan op 41-jarige leeftijd een punt achter zijn basketbalcarrière te zetten.

## Persoonlijk leven
Nash was getrouwd met de Paraguayaanse Alejandra Amarilla, met wie hij twee dochters en een zoon heeft. Dirk Nowitzki is peter van beide dochters. Ook staat hij aan het hoofd van zijn eigen liefdadigheidsinstelling, de Steve Nash Foundation. Hiermee wil hij zieke en kansarme kinderen ondersteunen.
- International Standard Name Identifier: 0000 0001 1471 3552
- Library of Congress Control Number: n2005093143
- Virtual International Authority File: 43714773
- WorldCat: E39PBJpjfrjmGQ9W8gw4D669Xd